# Lira bizantina

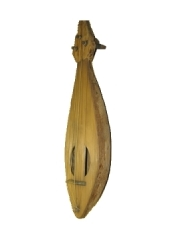
Lira bizantina encontrada em Novogárdia

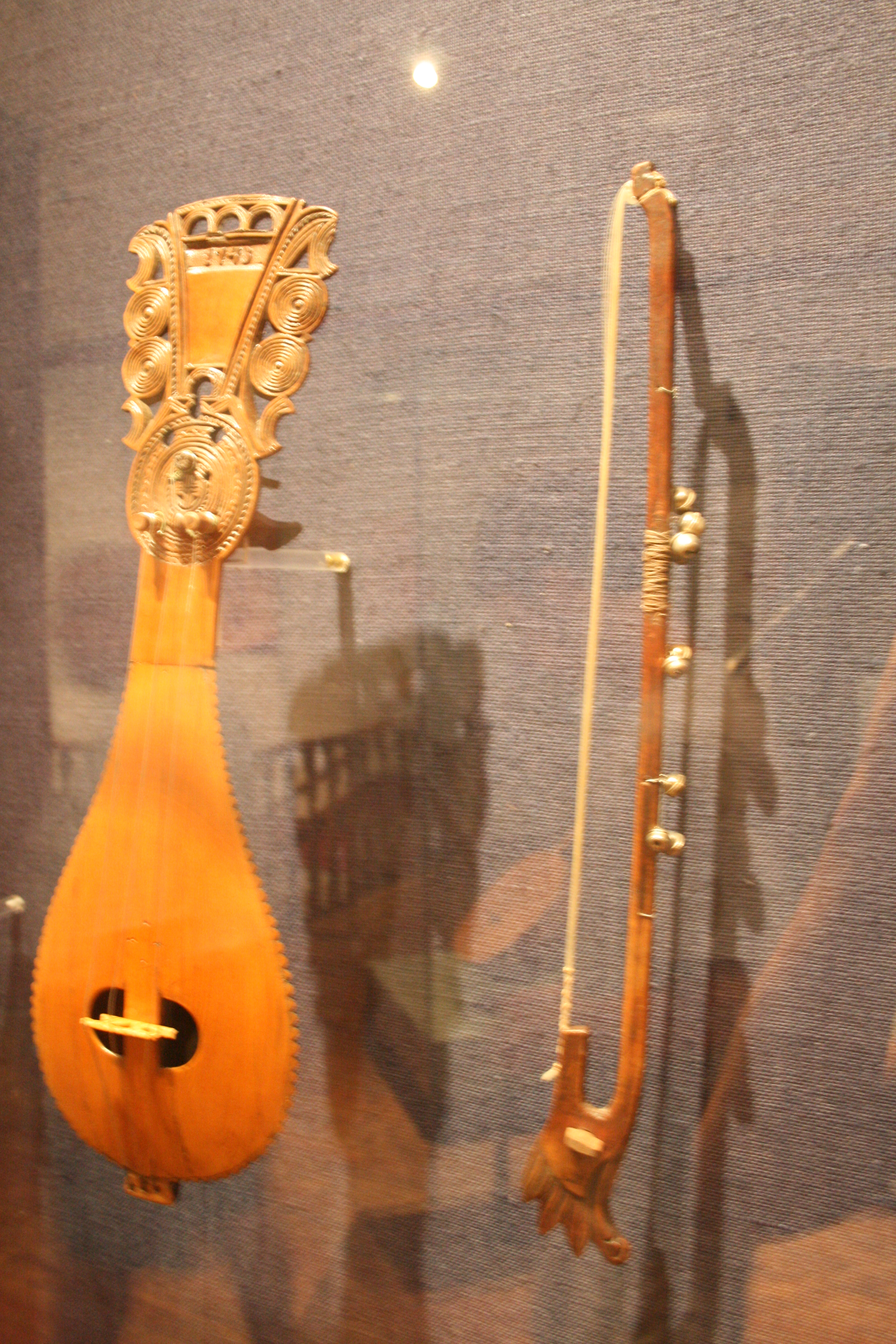
Lira cretense

A lira bizantina (em grego: λύρα; romaniz.: lyra; em latim: lira) é um instrumento musical friccionado do Império Bizantino e é um ancestral dos instrumentos curvados europeus maiores, incluindo o violino. Em sua forma popular a lira foi um instrumento com forma de pera com três para cindo cordas, na posição vertical, que eram tocadas com a unha. Restos de dois exemplares de liras bizantinas da Idade Média foram escavadas em Novgorod; um data de 1190. A primeira descrição conhecida do instrumento em estojo de marfim bizantino (900-1100), preservado no Palácio de Podestà em Florença (Museu Nacional, Florença, Coll. Carrand, No. 26). Versões da lira bizantina ainda são tocadas não apenas na Grécia, mas na República da Macedônia, Albânia, Sérvia, Bulgária, Croácia, Montenegro, Itália e Turquia também; outro exemplo notável é a ilha de Creta, onde a lira é central para a música tradicional da ilha.

## História
A primeira referência escrita da lira curvada remonta ao século IX, pelo geógrafo persa ibne Cordadebe; em sua discussão lexicógrafa de instrumentos ele citou a lira (lūrā) como um instrumento típico dos bizantinos junto com o urgum (órgão), xilani (provavelmente um tipo de harpa ou lira) e o salanje (provavelmente uma gaita de fole). A lira espalhou-se através das rotas de comércio bizantinas que os ligavam aos três continentes. Nos século XI-XII, os escritores europeus usaram os termos fiddle e lira indistintamente quando referiam-se aos instrumentos curvados. Nesse meio tempo, o rebab, um instrumento de corda friccionado do mundo árabe, foi introduzido no mundo ocidental possivelmente através da Península Ibérica e ambos os instrumentos espalharam-se através da Europa dando origem a vários instrumentos curvados europeus tais como a rabeca medieval, e a talharpa escandinava e islandesa. Um exemplo notável é a lira de braccio, um instrumento de corda friccionado do século XV que é considerado por muitos como o predecessor dos violinos contemporâneos.

## Características
A lira bizantina tinha cravelhas traseiras situadas em uma cavilha plana similar ao fiddle medieval e diferente do rebad e rabeca. Contudo, as cordas foram tocadas pelos pregos lateralmente e não prensados a partir de cima com a polpa dos dedos tal como um violino. A lira descrita no estojo bizantino de marfim do Museu Arqueológico Nacional de Florença tem duas cordas e corpo em forma de pera com pescoço longo e estreito. A caixa de ressonância é retratado sem abertura acústica e como uma parte distinta e anexa, no entanto isto pode ser devido à abstração estilística. As liras de Novgorod são próximas morfologicamente às liras curvadas atuais: eles tinham forma de pera e 40 cm de comprimento; tinham aberturas acústicas semi-circulares e provisão de três cordas. A corda do meio serviu como um pedal enquanto se dedilhava as outras com os dedos ou unhas somente, para baixo ou lateralmente contra a corda, pois não havia escala para pressionar contra elas: um método que produz as notas tão claramente quanto o violino e permanece comum nas liras na Ásia tanto quanto nos atuais instrumentos curvados em regiões pós-bizantinas como a lira cretense.